# ۷۳۳ (قمری)
۷۳۳ (قمری)، هفتصد و سی و سومین سال در گاهشماری هجری قمری است. اول محرم این سال برابر با سی‌ام سپتامبر سال ۱۳۳۲ میلادی است.

## وابسته
- شاه شجاع